# Record World
Record World (до номера от 18 апреля 1964 года Music Vendor) — американский еженедельный журнал, выходивший с июля 1946 по 1996 годы. Был одним из журналов, публиковавших чарты популярности песен в США. Был одним из основных музыкальных изданий Соединённых Штатов и вместе с «Билбордом» и Cash Box одним из трёх еженедельных профессиональных журналов музыкальной индустрии страны.

## История
Журнал был основан под названием Music Vendor в 1946 году.
В 1964 году журнал, по разной интерпретации, был либо, начиная с номера от 18 апреля, переименован в Record World, либо был тогда основан на месте старого специализировавшегося на индустрии музыкальных автоматов журнала Music Vendor его новыми владельцами. (Или, что он был в 1964 году основан Сидом Парнсом «на останках слабеющего журнала Music Vendor». Сид Парнс ранее работал главным редактором в журнале Cash Box, а в 1959 году из «Кэш Бокса» ушёл и открыл свою собственную компанию Sidmore Music.)

## Чарты
По состоянию на конец 1940-х — начало 1950-х годов в музыкальной индустрии США было три главных издания, публиковавших чарты популярности песен: Billboard (публикуется с 1894), Cash Box (публиковался с 1942 по 1996) и Music Vendor (публиковался с 1946 по 1982 гг.; в 1964 году был переименован в Record World). Все три публиковали много разных чартов. Методы подсчёта позиций в чартах у всех трёх изданий на протяжении времени немного менялись.